# Spilosoma standfussi
Spilosoma standfussi är en fjärilsart som beskrevs av Car. 1893. Spilosoma standfussi ingår i släktet Spilosoma och familjen björnspinnare. Inga underarter finns listade i Catalogue of Life.